# Fabriciana syrinx
Fabriciana syrinx är en fjärilsart som beskrevs av Moritz Balthasar Borkhausen 1782. Fabriciana syrinx ingår i släktet Fabriciana och familjen praktfjärilar. Inga underarter finns listade i Catalogue of Life.